# Forsterygion gymnotum
La especie Forsterygion gymnotum es un pez marino, perteneciente a la familia de los tripterigíidos (“blénidos trescolas”).

## Hábitat natural
Es una especie endémica de las islas de Nueva Zelanda, que ha sido introducida en Tasmania (Australia) probablemente acompañando a los envíos de ostras de Nueva Zelanda que se llevaron para cultivar.
Vive demersal en un rango de profundidad de 0 a 7 metros. Habita arrecifes rocosos y localidades costeras turbias con mucho movimiento del agua, a menudo asociada a invertebrados incrustantes; también viven comúnmente en estructuras artificiales tales como muelles donde hay invertebrados incrustantes.

## Morfología
Con el cuerpo característico de la familia, la longitud máxima descrita es de 7'6 cm. En la aleta dorsal tiene de 25 a 30 espinas y unos 15 radios blandos, mientras que en la aleta anal tiene dos espinas; ranura transversal delante de la primera aleta dorsal conteniendo un órgano sensorial cefálico; sin escamas cerca de la aleta dorsal pero con escamas pequeñas en el resto.